# Pomponia Grecina
Pomponia Grecina (20 – 100) è stata una nobildonna romana.
Fu una matrona di classe patrizia dell'antica Roma, figlia di una ignota figlia di Vipsania Agrippina (ex moglie di Tiberio) e del suo secondo marito, Gaio Asinio Gallo. Sposò Aulo Plauzio, comandante delle legioni inviate da Claudio alla conquista della Britannia.
È nota alla storia per essere stata, nel 57, sottoposta a giudizio dal marito perché accusata di essere seguace di un «culto estraneo». Se tale culto fosse il cristianesimo si tratterebbe di una delle primissime testimonianze della presenza a Roma di seguaci della nuova "religio" nella classe patrizia.

## Biografia
Non si hanno notizie certe, ma probabilmente fu figlia di Gaio Pomponio Graecino, console suffectus nel 16 e uno dei corrispondenti di Ovidio, e di Asinia, figlia di Vipsania, che prima di sposare il nonno di Pomponia, Gaio Asinio Gallo, era stata la prima moglie di Tiberio, da questi teneramente amata e dal quale si era dovutà separare per ordine di Augusto. A Tiberio Vipsania aveva dato un figlio, Druso Minore che a sua volta ebbe una figlia di nome Giulia con la quale Pomponia, sua cugina, aveva stabilito un forte legame affettivo.
Nel 43 Giulia venne giustiziata per ordine del suo zio materno l'imperatore Claudio, probabilmente su istigazione della di lui moglie Valeria Messalina. Tacito afferma che Pomponia passò i successivi quaranta anni di vita in lutto.
Ecco come Tacito (Annales 1, XIII, 32) ci descrive l'evento:
«Pomponia Grecina, nobile matrona romana, andata sposa a Plauzio, al suo ritorno dal governatorato della Britannia con gli onori del trionfo, poiché era stata accusata di superstizione straniera («superstitionis externae rea»), fu sottoposta al giudizio del marito. E questi, secondo l'antico costume («prisco instituto»), istruì il processo sulla vita e sull'onore della moglie alla presenza di tutti i congiunti, e la proclamò innocente («propinquis coram de capite famaque coniugis cognovit et insontem nuntiavit»). Questa Pomponia ebbe poi lunga vita in continua tristezza («continua tristitia fuit»). Infatti dopo l'uccisione di Giulia, figlia di Druso, voluta con inganno da Messalina («dolo Messalinae interfectam»), per quarant'anni vestì a lutto, e sempre triste in cuore; per lei tutto ciò passò impunemente durante il regno di Claudio («imperitante Claudio»), poi le fu motivo di gloria («mox ad gloriam vertit»)».
È interessante notare la condotta di Plauzio, apparentemente contraddittoria, che probabilmente istituì il processo proprio per difendere il buon nome della "familia" mettendo a tacere i pregiudizi che si stavano diffondendo a Roma verso il cristianesimo, considerato "superstitio illicita" a causa dei "flagitia" infamanti di cui era accusato.

## Letteratura
Tacito ci dice chiaramente che Pomponia Grecina condusse una vita triste a causa dell'uccisione di sua cugina Giulia: tuttavia nella leggenda cristiana sono nel tempo fiorite interpretazioni del tutto diverse. 
Aulo Plauzio e Pomponia Grecina sono, ad esempio, due personaggi di un certo rilievo nel romanzo ottocentesco Quo vadis? di Henryk Sienkiewicz.
Giovanni Pascoli, in un suo poemetto in latino che vinse la medaglia d'oro al Certamen Hoeufftianum nel 1910, probabilmente influenzato dalla lettura del Quo vadis?, interpreta l'episodio in chiave romantica e fa di Pomponia Grecina l'eponimo della virtù femminile cristiana.
Nel suo "Pomponia Graecina" viene esaltata la fermezza di Pomponia che viene posta dal marito di fronte ad un'alternativa crudele: sacrificare agli dei, secondo il «buon costume degli antichi padri», o la separazione dal figlio.
''Decisamente evitava spettacoli,
gare, pubbliche cerimonie;
non mai atterrirono il suo cuore
con i loro ruggiti i leoni,
quando mangiavano nel circo,
non mai si dilettò a guardar le braccia
flessuose d'un mimo danzante,
né l'azzurro auriga
alle briglie legato strettamente,
mai ritta su un carro
sferzò i cavalli con cuore esultante,
mai un gladiatore morituro
vide Grecina in un palco dorato
tendere il pollice verso.'' 
.....
Ma la gente malignava su lei, che su di sé ogni chiacchiera evitava, conforme ad antica costumanza.
«Ma Grecina in casa cos'ha mai da custodire così, come fa? Fila la lana? Tesse la tela e poi la disfà per tutto l'anno?
'Il marito tornato è poco fa, riceve l'ovazione e lei lo abbraccia, tuttavia si mostra come afflitta: è ammalata e odia la luce? Se ne sta sempre nel buio relegata?
In quali templi divini si reca o per pregare o per offrire ringraziamenti agli dèi? Quali voti ha promesso ed ora scioglie?»
La fantasia del Pascoli si nutre di quanto il romanticismo ottocentesco, permeato da una religiosità semplice e popolare, aveva stampato nella testa dei più, contrapponendo i pii e miti cristiani ai corrotti ed amorali "pagani" portatori di ogni vizio.
«Ma è falso quel che dici! – fe' Pomponia,con sicurezza sollevando il capo – Stimiamo infatti che la stirpe umana sia quasi comunanza di fratelle una grande alleanza di sorelle, avendo Dio per padre tutti noi.
Quanto alla vita, o mio diletto sposo, io non l'odio e non l'amo, essa è una via: importa solo dove ci conduce.
Che è la temuta, esplicita, e invano scongiurata, professione di fede cristiana di Pomponia. L'epilogo è ineluttabile:
Tu onora gli dèi con l'incenso o prendi la tua roba ed esci fuori di qui. In questa casa mi consolerà abbastanza il mio piccolo Aulo.
La poveretta, udendo la vocina del figlio che cerca la sua mamma
rimane ferma lì, guardando attorno e, preso l'incensiere per un attimo, sul fuoco getta tre grani d'incenso. Per l'atrio il grato odore si diffonde. Tutti esplodono in applausi.
Aulo Plauzio: «O sposa mia onestissima, da giudice io ti proclamo libera da colpa».
La povera Pomponia vivrà d'ora in poi in perenne tristezza. Si rifiuterà di continuare a raccontare al figlioletto le storie dei Vangeli che tanto l'affascinavano, in preda ai sensi di colpa.
Passa qualche anno, c'è il grande incendio e i cristiani vengono arrestati come presunti colpevoli.
La tragedia si compie quando la donna, aggirandosi fra le catacombe, scoprirà il cadaverino del compagno di giochi del figlioletto, proclamatosi cristiano, sbranato dalle belve.